# Pròsper de Bofarull
Pròsper de Bofarull i Mascaró (Reus, 31 agosto 1777 – Barcellona, 29 dicembre 1859) è stato un archivista e storico spagnolo e catalano.

## Biografia
Era figlio di Francesc Bofarull i Miquel e di Teresa Mascaró Sales, di nobile famiglia catalana. Il padre ne assicurò una profonda preparazione culturale, specialmente in retorica e in latino, inizialmente attraverso un precettore ecclesiastico solo per lui, quindi come seminarista nel collegio tridentino dell'arcidiocesi di Tarragona e infine all'università di Cervera (l'ateneo unificato della Catalogna). Qui il giovane Bofarull frequentò il corso biennale di filosofia e quello triennale di giurisprudenza. Nel 1798 passò all'università di Huesca, in Aragona, dove conseguì il baccellierato, la licenza (laurea) e il dottorato in Leggi col massimo dei voti. Sempre a Huesca, ottenne quindi la cattedra di digesto.
L'anno seguente, a 22 anni, dopo aver lavorato come procuratore legale a Reus si trasferì a Madrid, dove ottenne il titolo di Avvocato dei Consigli Regi nel 1799. Nel 1802 divenne avvocato della Cancelleria reale di Valladolid.
Allo scoppio della guerra d'indipendenza contro la Francia napoleonica, fuggì a Cadice, dove oltre ad esercitare la professione ricoprì diversi incarichi pubblici, fra cui giudice e primo sindaco dell'isola di León. Al termine delle ostilità, fu nominato il 22 aprile 1814 archivista dell'Archivio della Corona d'Aragona, con sede a Barcellona, di cui nel 1818 divenne direttore con pieni poteri. 
Si sposò a 36 anni a Cadice nel 1815 con una ragazza della famiglia Sartorio che aveva conosciuto durante il periodo del suo "confino" gaditano. Il frutto di questo matrimonio è un figlio, Manuel, che anni dopo succederà al padre nella direzione dell'Archivio della Corona d'Aragona.
Accolto come socio dell'Accademia delle belle lettere (Acadèmia de Bones Lletres de Barcelona) nel 1820, ne divenne presidente nel 1822. Nel 1821 fu nominato dal comune di Barcellona giurato del tribunale sui crimini di stampa, cui l'anno dopo la giunta provinciale diede competenza su tutta la Catalogna. Lo stesso anno, fu proposto come membro delle deputazione per i lavori dell'Università letteraria di Barcellona.
Nel 1823, fu destituito dal suo posto per la grazia concessa dal generale Espoz a un dipendente dell'archivio, nominato al suo posto. Bofarull si presentò al generale con le chiavi dell'archivio e gli presentò il curriculum suo e di tutti gli altri dipendenti dell'archivio. Il generale, impressionato dal suo carattere, lo convocò il giorno dopo e stracciò davanti a lui il foglio di nomina del nuovo archivista, conservandolo al suo posto. Praticamente alla fine del suo mandato di direttore, fu destituito nuovamente dalla giunta governativa di Barcellona nel 1840, ma nel 1844 il nuovo governatore Antonio Gil de Zárate lo rinominò alla stessa carica. Si licenziò volontariamente il 30 ottobre 1849 e gli successe il figlio Manuel de Bofarull i de Sartorio (Barcelona 1816-1892).
Morì a Barcelona nel 1859. L'Archivio ospita un suo ritratto ad olio, commissionato postumo al pittore Claudi Lorenzale. La sua città natale, Reus, l'ha nominato "figlio illustre" e gli ha dedicato una strada.

## Attività e realizzazioni
È considerato il primo organizzatore dell'Archivio della Corona d'Aragona, sotto diversi punti di vista.
Amministrativamente, promulgò un nuovo regolamento dell'archivio che rivoluzionava il precedente, risalente al 1754 e ampiamente superato.
Dal punto di vista organizzativo, reclutò per la prima volta un personale molto meglio preparato per i compiti propri di un archivio.
Quanto alla logistica, trovò all'archivio una sede consona, il Palau del Lloctinent (palazzo del Luogotenente) nel palazzo reale maggiore, dove poté riunire diversi fondi archivistici fino a quel momento dispersi.
Questo gli permise, nel 1816, di recuperare documentazione della Junta superior de govern del Principat de Catalunya, l'organo che resse le sorti della Catalogna tra il 1808 e il 1812, e della Casa de la moneda, la zecca. Nel 1822, inoltre, fu uno dei tre componenti della Commissione per il recupero delle biblioteche e degli archivi dei conventi e monasteri espropriati dalle recenti leggi anti-ecclesiastiche, al fine di recuperare migliaia di documenti, codici e libri degli ordini religiosi soppressi: in tale veste riuscì a salvare gran parte dei manoscritti dei grandi monasteri medievali di Ripoll e di Sant Cugat, che conservò all'Archivio della Corona d'Aragona. Infine poté incorporare la documentazione medievale della Generalitat (organo di governo del cosiddetto principato di Catalogna) dispersa nel palazzo della Deputazione di Barcellona e caduta in oblio istituzionale. Con le nuove accessioni creò nuove sezioni: Generalitat, Ordes religiosos, Junta Suprema de Catalunya, ecc. 
Infine, dal punto di vista della divulgazione, Bofarull pubblicò importanti fonti archivistiche. Prima di tutto, collaborò all'edizione delle corti (parlamenti) progettata dalla Real Academia de la Historia di Madrid; poi cominciò l'edizione della Colección de documentos inéditos de la Corona de Aragón (Collezione di documenti inediti della Corona d'Aragona), di cui pubblicò 17 volumi tra il 1847 ed il 1859 (la collana fu poi continuata dal figlio e successore Manuel ed alla fine sarà composta da ben 42 volumi); ancora, del 1836 è il libro I conti di Barcellona vendicati (Los condes de Barcelona vindicados), dedicato al re Ferdinando VII come successore dei conti di Barcellona.

## Importanza
Prima di ogni altro aspetto, emerge l'enorme sforzo organizzativo, di classificazione e soprattutto di valorizzazione, i cui effetti permangono ancora oggi, che il Bofarull ha fatto sull'archivio fino allora in stato d'abbandono. 
Ha ottenuto progressi fondamentali attraverso la creazione di serie archivistiche di pergamene, registri, lettere reali e processi della Reale Cancelleria secondo l'ordine cronologico, che ritenne più adeguato rispetto all'articolazione originaria per armadio. Un suo merito particolare è nell'aver ricostituito una tendenziale unitarietà dell'archivio, incorporando le fonti dei vari soggetti che avevano operato nel territorio. Legame col territorio che si manifesta nell'opuscolo di protesta contro il paventato trasferimento di tutti gli archivi a Madrid nel 1814.
La divulgazione ha portato a conoscenza degli studiosi molti documenti antichi dell'archivio fondamentali per la storia della Catalogna, dell'Europa e del Mediterraneo soprattutto nel medioevo ed ha raggiunto tali livelli solo grazie alle sue caratteristiche personali di tenacia e perseveranza nel lavoro. Tra le numerose opere scritte o curate, fondamentali sono i ricchi volumi della citata Collezione di documenti inediti, ciascuno di contenuto omogeneo. L'opera sui conti di Barcellona è referenziata da fonti autorevoli e assolutamente inedite e composta secondo un metodo storico esemplare, il che costituiva un'anticipazione dei tempi. Queste opere hanno aperto le porte alla ricerca seria sui sovrani catalani ed ha fornito numerosi dati completamente sconosciuti fino allora. Se con gli anni queste opere si sono dimostrate incomplete e spesso causa di errori di cronologia e di contesto, nulla tolgono ai meriti del loro autore o curatore, che fu un pioniere del dato scientifico applicato alla ricerca storica.
Durante la sua epoca, l'archivio si è inserito nei circuiti d'interscambio culturale con altri paesi europei. Non a caso l'importanza di quella documentazione fu poi progressivamente riconosciuta anche all'estero, come sostenne in Italia Pietro Amat di San Filippo fra i primi.
Grazie alla sua opera a capo dell'ente, l'Archivio ha recuperato tutto lo splendore sottrattogli per tanto tempo dalla mancanza di professionalità dei suoi predecessori, le carenze nella conservazione dei beni e - la differenza più evidente - l'assenza di coinvolgimento personale. Pròsper de Bofarull i Mascaró è riuscito a sovvertire la situazione e soprattutto creare le condizioni perché i suoi successori potessero proseguire nel compito.
Il suo coinvolgimento personale nel lavoro è dimostrato anche dall'essere diventati archivisti e storici il figlio Manuel ed i nipoti ex fratre Andreu e Antoni de Bofarull i de Brocà, ex sorore Salvador de Brocà i de Bofarull, nonché i due nipoti ex filio Carles, direttore del museo comunale di Barcellona, e Francisc de Bofarull i Sans, anch'egli direttore dell'Archivio della Corona d'Aragona.

## Opere principali
- Fèlix Fluralbo (suo pseudonimo), Reflecsiones sobre los perjuicios que ocasionaria á algunas provincias de España y en particular á Cataluña la traslacion de sus archivos á Madrid que propuso la comisión de Cortes en su dictamen y minuta de decreto presentado á las mismas en 19 de marzo de 1814, Torner, Barcellona, 1821.
- Los Condes de Barcelona vindicados, y Cronología y genealogía de los reyes de España considerados como soberanos independientes de su marca, Oliveres y Monmany, Barcellona, 1836, 2 volumi.
- Colección de cartas y papeles acerca de la antigua Cartago, Vetula española, 1837.
- Procesos de las antiguas cortes y parlamentos de Cataluña, Aragón y Valencia, custodiados en el Archivo general de la Corona de Aragón, y publicados de real órden por su cronista D. Próspero de Bofarull y Mascaró, Monfort, Barcellona, 1847-1851, 8 volumi.
- Colección de documentos inéditos del archivo general de la corona de Aragón, 17 volumi, 1847-1859.
- Tabla Cronológica de los condes soberanos de Barcelona, con el facsímil de sus respectivas firmas y signos autógrafos. Y Arbol genealógico de los condes de Barcelona y de los reyes de España, considerados como tales que se alcanzan hasta Fernando VII, Oliveres y Monmany, Barcellona, 1856.

### Lettere
- Lettere manoscritte indirizzate alla moglie e al figlio, dove esprime in tono familiare le inquietudini che l'assalgono giorno dopo giorno, pubblicate postume:
  - lettera del 1º luglio 1822;
  - lettera del 2 maggio 1823;
  - lettera del 31 agosto 1840;
  - massime cristiane.
- A Reus è stata pubblicata postuma la corrispondenza con Prosper Mérimée[7], con Salvador de Brocà i de Bofarull[8] e con fra Roc d'Olzinelles, a lungo archivista del monastero di Ripoll.

## Cariche ed onorificenze[9]

### Cariche
- Socio corrispondente dell'Accademia reale di storia
- Avvocato della Cancelleria reale di Valladolid (1802)
- Archivista all'Archivio della Corona d'Aragona (1814)
- Segretario di Ferdinando VII (1816)
- Direttore dell'Archivio della Corona d'Aragona (1818)
- Socio numerario dell'Accademia reale di Belle Lettere di Barcellona (1820)
- Presidente dell'Accademia reale di Belle Lettere di Barcellona (1822)
- Accademico dell'Accademia maiorchina di Letteratura